# David Dekker
Pour les articles homonymes, voir Dekker.
David Dekker, né le 2 février 1998 à Amersfoort, est un coureur cycliste néerlandais. Il est le plus jeune fils d'Erik Dekker.

## Biographie
En début d'année 2019, il remporte Bruxelles-Opwijk, épreuve inaugurale de la saison pour les espoirs en Belgique, mais également l'Omloop Houtse Linies, course du calendrier national néerlandais. Le 1er mai, il s'impose sur la première étape de la Carpathian Couriers Race, réservée aux coureurs de moins de 23 ans. En juin, il gagne le Tour de Hollande-Septentrionale puis devient champion des Pays-Bas espoirs à Ede, en s’imposant au sprint massif,.
Le 29 juillet 2020, il signe un contrat de deux années (à partir de la saison 2021) au sein de l'équipe World Tour néerlandaise Jumbo-Visma.
Son premier grand tour est le Tour d'Italie 2021 où il est aligné avec Dylan Groenewegen. Il abandonne l'épreuve à l'issue de la treizième étape.

## Palmarès et classements mondiaux

### Palmarès
- 2016
  - Classement général du Tour des Portes du Pays d'Othe
  - 3e du championnat des Pays-Bas sur route juniors
- 2019
  -  Champion des Pays-Bas sur route espoirs
  - Bruxelles-Opwijk
  - Omloop Houtse Linies
  - 1re étape de la Carpathian Couriers Race
  - Tour de Hollande-Septentrionale
- 2020
  - Ster van Zwolle
  - Dorpenomloop Rucphen
  - 3e du Samyn
- 2024
  - 3e du Grand Prix Jean-Pierre Monseré

### Résultats sur les grands tours

#### Tour d'Italie
3 participations
- 2021 : non-partant (14e étape)
- 2023 : abandon (8e étape)
- 2024 : abandon (17e étape)

### Classements mondiaux
| Année                                 | 2019 | 2020 | 2021  | 2022 | 2023 | 2024 |
| ------------------------------------- | ---- | ---- | ----- | ---- | ---- | ---- |
| Classement mondial                    | 982e | 254e | 1026e | nc   | 490e | 702e |
| UCI Europe Tour                       | 707e | 209e | 763e  | nc   | nc   | nc   |
|                                       |      |      |       |      |      |      |
| Légende : nc = non classéSource : UCI |      |      |       |      |      |      |